# Pseudophoenix
Pseudophoenix ist eine Pflanzengattung innerhalb der Familie der Palmengewächse (Arecaceae). Die etwa vier Arten kommen nur in der Karibik vor. Sie ist die einzige Gattung der Tribus Cyclospatheae.

## Beschreibung

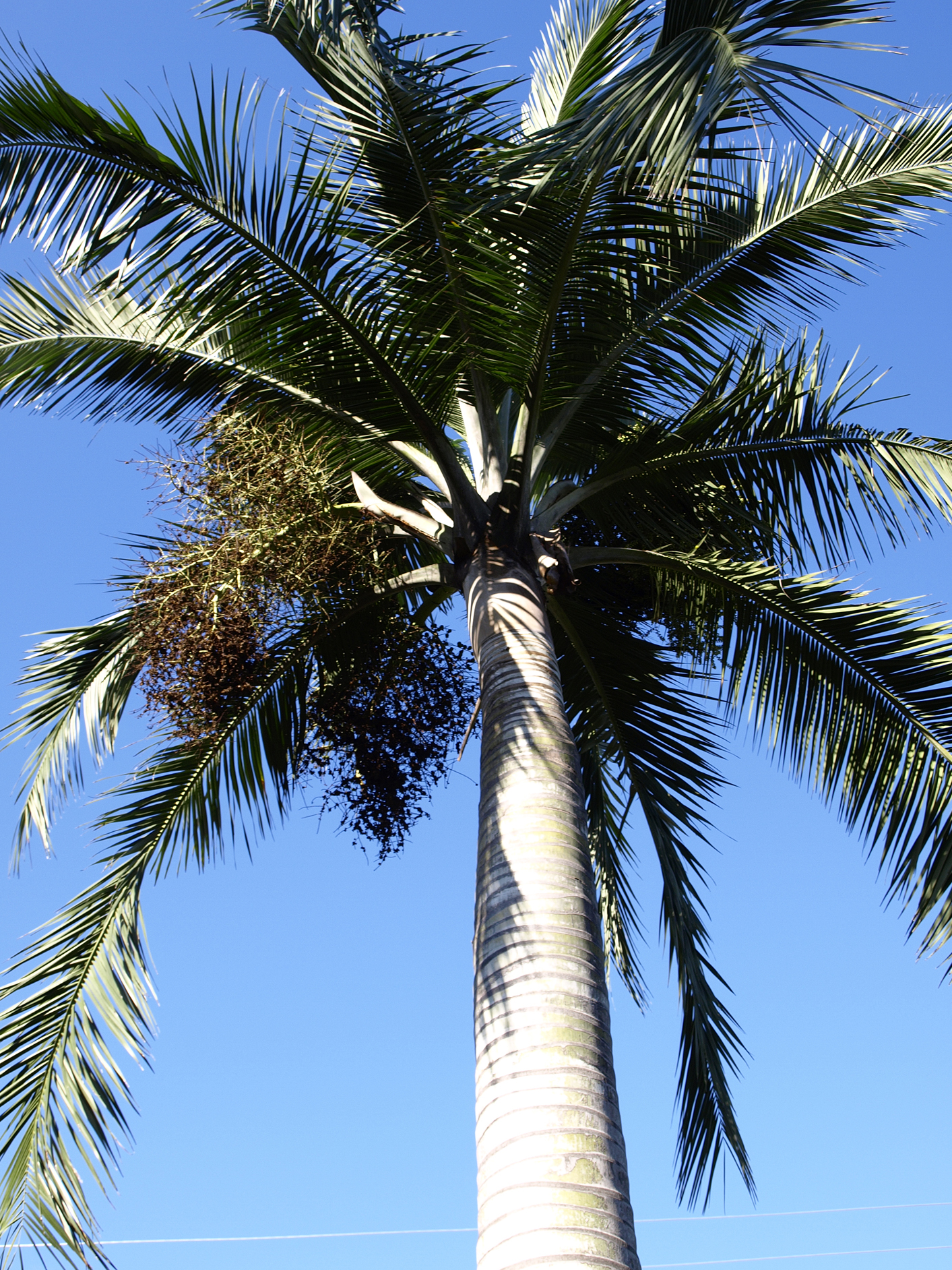
Pseudophoenix lediniana mit Früchten

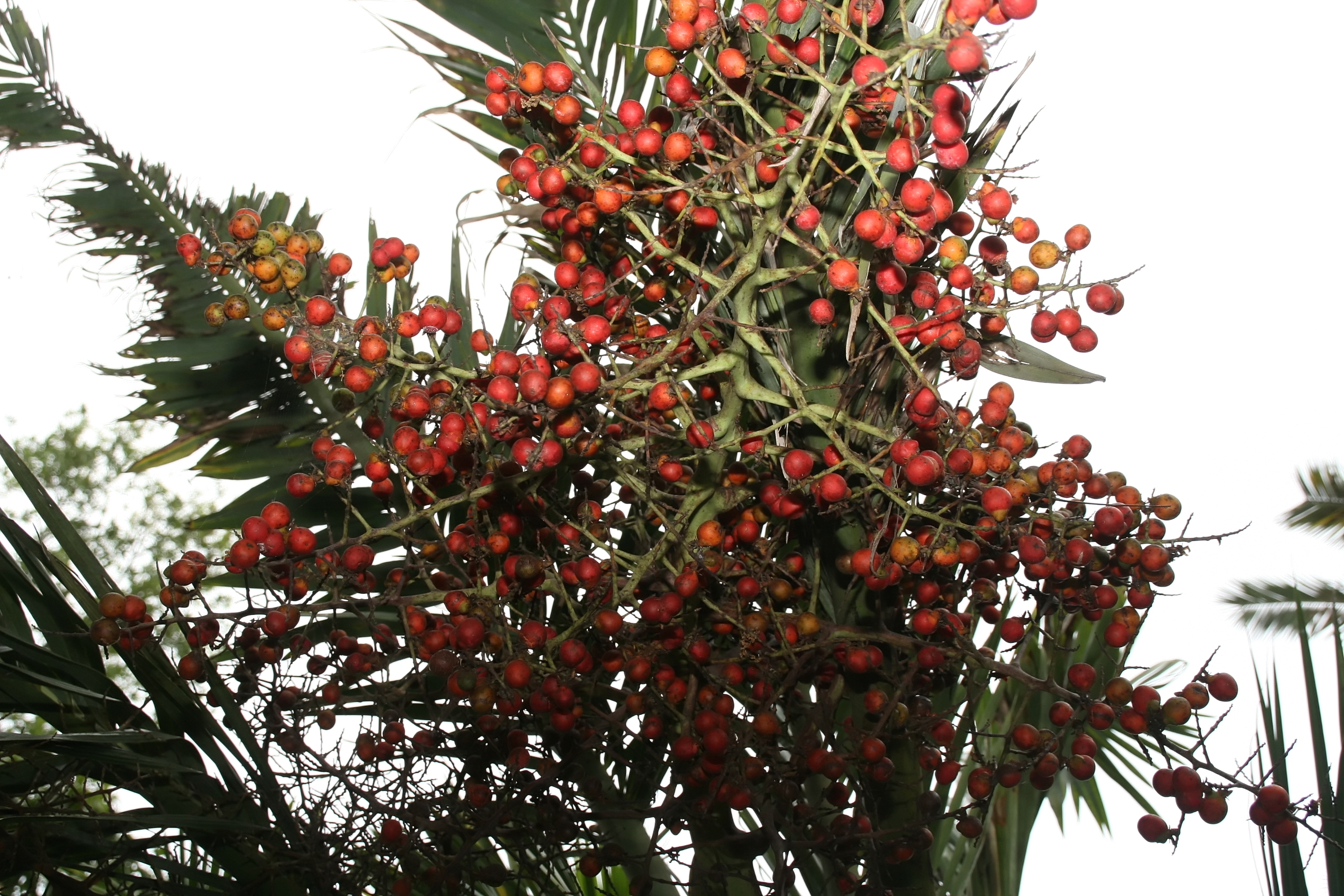
Pseudophoenix sargentii mit Früchten

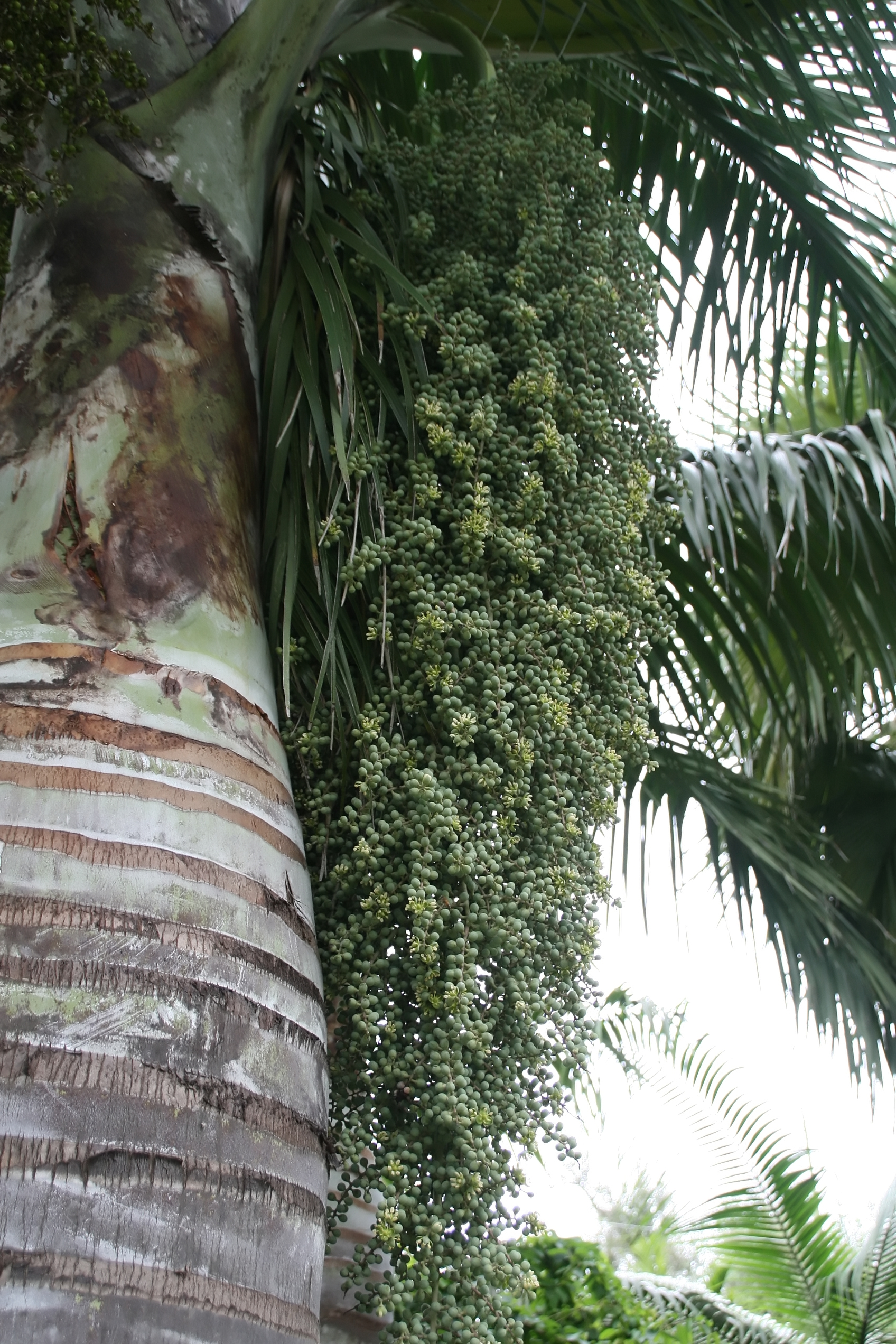
Pseudophoenix vinifera mit Früchten

### Vegetative Merkmale
Die Palmen bilden mittelgroße, aufrechte Stämme, der Stamm ist häufig flaschenförmig. Am Stamm stehen die Blattnarben in eher großen Abständen. Ein Palmenexemplar besitzt relativ wenige Blätter, meist etwa zehn. Die Blattscheiden sind röhrig und bilden einen Kronenschaft. Die Blattspreiten sind gefiedert.

### Generative Merkmale
Die Blütenstände erscheinen zwischen den Blättern und sind hängend bis bogig. Als einzige Gattung der Unterfamilie Ceroxyloideae besitzen die Pseudophoenix-Arten zwittrige Blüten. Die zwittrigen Blüten stehen spiralig in der Achsel von kleinen Tragblättern. Der Fruchtknoten ist dreifächrig mit je einer Samenanlage.
Die Früchte sind gelappt, wenn sich mehr als ein Samen entwickelt.
Die Chromosomenzahl beträgt 2n = 34.

## Vorkommen
Die Gattung Pseudophoenix ist auf die nördlicheren Inseln der Karibik sowie das angrenzende nordamerikanische Festland beschränkt. Sie kommt in Florida, auf den Bahamas, Kuba, Hispaniola und Dominica sowie in Mexiko und Belize vor.
Die Pseudophoenix-Arten wachsen auf gut entwässerten Sand- oder Sandsteinböden nahe der Küste oder im Inland auf trockenen Hügeln. Die Samen sind für Palmen sehr langlebig und können auch nach zwei Jahren noch keimen. Trockene Früchte sind schwimmfähig. 

## Systematik
Die Gattung Pseudophoenix wurde 1886 durch Charles Sprague Sargent in Botanical Gazette; Paper of Botanical Notes, Band 11, Teil 11, Seite 314 aufgestellt. Sargent schrieb den Namen aber Hermann Wendland zu der ihm seine Begründung brieflich mitgeteilt hatte. Mit dem Epitheton "sargentii" ist dem Zusammenwirken beider Botaniker Rechnung getragen. 
Pseudophoenix H.Wendl. ex Sarg. bildet alleine die Tribus Cyclospatheae innerhalb der Unterfamilie Ceroxyloideae. Die Gattung Pseudophoenix ist monophyletisch. Ihre Schwestergruppe ist die Gruppe aus Ceroxyleae und Phytelepheae.
Es gibt etwa vier Arten:
- Pseudophoenix ekmanii Burret: Dieser Endemit kommt nur in der Dominikanischen Republik vor.[1]
- Pseudophoenix lediniana Read: Dieser Endemit kommt nur im südwestlichen Haiti vor.[1]
- Pseudophoenix sargentii H.Wendl. ex Sarg.: Das Verbreitungsgebiet erstreckt sich von Florida bis in die Karibik und vom südöstlichen Mexiko bis Belize.[1]
- Pseudophoenix vinifera (Mart.) Becc.: Sie kommt nur aus Hispaniola in Haiti und der Dominikanischen Republik vor.[1]

## Belege